# 泰·桑迪
亞當·尼雷爾·巴納（Adam Nyerere Bahner，1982年7月6日—），較廣為人知的是化名泰·桑迪（Tay Zonday），美國歌手、配音員與YouTuber。桑迪知名於他低沉的聲線，他最有名的歌曲是《巧克力雨》，該曲於2007年7月上傳，同時亦是YouTube其中一個爆紅影片。截至2016年8月，《巧克力雨》已有近1億1000萬的觀看數。

## 早年生活
桑迪於1982年7月6日出生於明尼阿波利斯，並於2004年從常青州立學院畢業。他曾就讀伊利諾伊數理高中但中途輟學。在演藝生涯早期，桑迪會定期到明尼阿波利斯南方劇院的鮑爾歌廳演唱。

## 生涯

### 因《巧克力雨》而爆紅

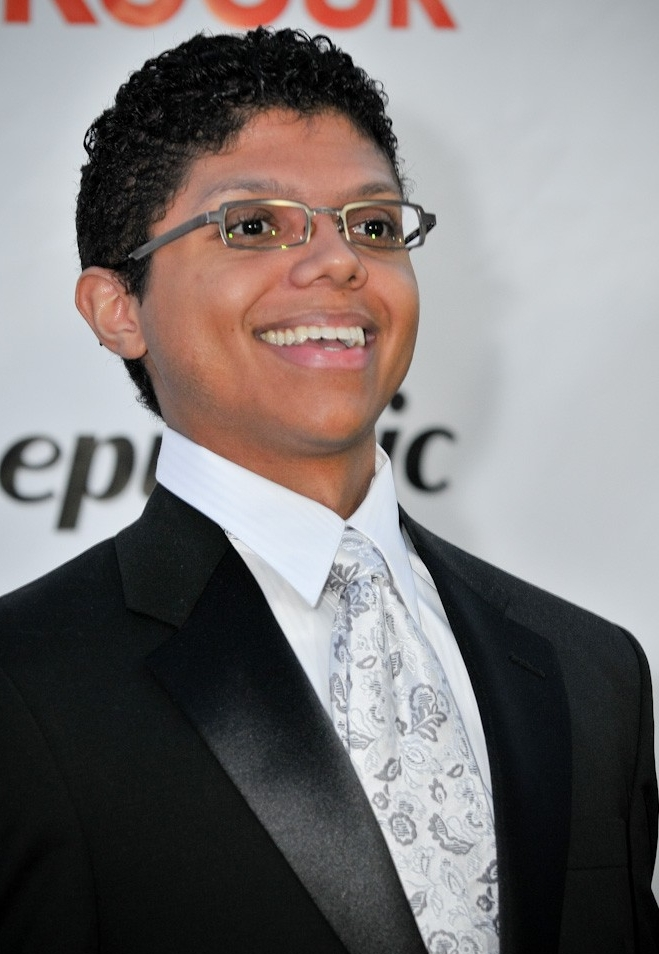
桑迪於2009年的自由流動獎頒獎典禮

2007年4月，當時仍在明尼蘇達大學當研究生的桑迪把自己演唱《巧克力雨》的影片放上YouTube。3個月後，桑迪陸續登上美國各大電視台的節目，例如《Tosh.0》與《吉米·坎摩尔直播秀》等。2007年8月12日，他登上《洛杉磯時報》和《時人》等報章雜誌的頭版，另外CNN亦有採訪他。
澳洲的《每日電訊報》寫道「泰·桑迪寫了也許是目前最多人聽的歌曲。」《時人》則說「他因《巧克力雨》一曲在YouTube拿到了很多的點擊數，而自從他上了《吉米·坎摩尔直播秀》後，桑迪的光芒變得更加閃亮。」文中還指出有許多著名音樂人在《巧克力雨》爆紅後紛紛向此歌致敬，其中包括約翰·梅爾和年輕歲月的鼓手特雷·庫爾。《巧克力雨》亦有許多被改編與模仿的YouTube影片，其中有幾部影片登上CW電視台的節目《線上民族》。桑迪於同年11月在由劉易·布萊克主持的喜劇中心節目《Last Laugh 07》表演。同月他亦發表為Dr Pepper推銷的《巧克力雨》另一版本——《櫻桃巧克力雨》。

### 熱朝減退
威瑟樂團邀請了許多YouTube名人為其拍攝2008年單曲《豬肉和豆子》的MV，包括桑迪。同年5月威瑟樂團的鼓手布萊恩·貝爾亦發布與桑迪一起演奏《豬肉和豆子》的原音樂版本的影片。
2010年10月，桑迪與史提夫·加維和史提芬·科拜爾一同出現在喜劇中心為自閉症人士籌款的慈善節目《Night of Too Many Stars》。而在2011年8月，他則於《美國達人》演唱其成名曲《巧克力雨》的其中一段。
2012年6月22日，桑迪把他翻唱卡莉·蕾·傑普森的《有空叩我》的影片上傳上YouTube，截至2016年9月，該影片已有650萬點擊數，同時該翻唱也被告示牌認為是10大最佳《有空叩我》的翻唱之一。
配音方面，桑迪是NASA建立50週年，展示其歷史的多媒體演示的配音員之一。

## 個人生活
桑迪是家中最小的孩子。他在他十多歲時一直被焦慮、廣場恐懼症與選擇性緘默症困擾著。

## 外部連結
- 官方网站
- YouTube上的Tay Zonday頻道